# Liste der Äbte der Abtei Saint-Bénigne

## Liste der Äbte der Abtei Saint-Bénigne

### 6. Jahrhundert
| Nr. | von | bis | Name                                                                                    |
| --- | --- | --- | --------------------------------------------------------------------------------------- |
| 1   | 535 |     | Eustadius von Mesmont – Großonkel von Gregor von Tours, Urenkel von Gregor von Langres  |
| 2   |     | 540 | Tranquillius                                                                            |
| 3   | 540 | 592 | Apollinarius – stand als Abt noch weiteren Klöstern vor: Saint-Maurice und Saint-Marcel |
| 4   |     |     | Boloneus oder Borolenus                                                                 |
| 5   |     |     | Gudiuns oder Godinus                                                                    |

### 7. Jahrhundert
| Nr. | von | bis | Name         |
| --- | --- | --- | ------------ |
| 6   |     |     | Bobolenus    |
| 7   |     |     | Richimar     |
| 8   |     |     | Æthebius     |
| 9   |     |     | Vidradus     |
| 10  |     |     | Hugo         |
| 11  |     |     | Odoleus      |
| 12  |     |     | Maurinius    |
| 13  |     |     | Wefchilamnus |
| 14  |     |     | Aghbertus    |

### 8. Jahrhundert
| Nr. | von     | bis | Name |
| --- | ------- | --- | --- |
| 15  |         |     | Bonolenus |
| 16  |         |     | Gosvinus oder Godinus |
| 17  |         |     | Thanottardus |
| 18  | vor 751 |     | Aridius – urkundliche Erwähnung in der Regentschaft von Childerich III. |
| 19  |         | 790 | Hilderranus |
| 20  | 775     | 790 | Waltrich – Gründungsabt des Klosters Schäftlarn und Bischof von Langres |
| 21  | 790     | 805 | Apollinarius – stand zusätzlich noch den Klöstern Saint-Pierre in Flavigny-sur-Ozerain und Saint-Jean in Réome vor. Von Karl dem Großen zum Abt ernannt. Am 31. März 826 verstorben. |

### 9. Jahrhundert
| Nr. | von      | bis      | Name                                                                                                |
| --- | -------- | -------- | --------------------------------------------------------------------------------------------------- |
| 22  | 805      | 820      | Herlegaud – nach 810 Erzdiakon von Langres                                                          |
| 23  | 820      |          | Herlebert – Chorbischof von Langres                                                                 |
| 24  |          |          | Ingelram – Chorbischof von Langres                                                                  |
| 25  |          | 840      | Guido                                                                                               |
| 26  | 840      | 856      | Theotbald I. – Bischof von Langres. Am 17. August 856 verstorben.                                   |
| 27  | 856      |          | Frodin – Chorbischof von Langres                                                                    |
| 28  |          | nach 878 | Bertilon – Chorbischof von Langres                                                                  |
| 29  |          |          | Saron – Koadjutor von Bertilon, zusätzlich Abt des Klosters Saint-Pierre-et-Saint-Paul in Pothières |
| 30  | nach 880 |          | Ingon                                                                                               |
| 31  | nach 881 |          | Hilderannus II.                                                                                     |
| 32  |          |          | Godefrid                                                                                            |
| 33  |          |          | Walo                                                                                                |
| 34  | nach 895 |          | Lantier                                                                                             |

### 10. Jahrhundert
| Nr. | von      | bis | Name                                                          |
| --- | -------- | --- | ------------------------------------------------------------- |
| 35  |          |     | Fulheict                                                      |
| 36  | nach 912 |     | Godrad                                                        |
| 37  |          | 920 | Gozvin                                                        |
| 38  | 920      | 923 | Panto                                                         |
| 39  | 923      | 933 | Suavus                                                        |
| 40  |          |     | N.N.                                                          |
| 41  |          |     | N.N.                                                          |
| 42  |          |     | N.N.                                                          |
| 43  |          |     | N.N.                                                          |
| 44  | 955      | 987 | Manasses – durch Bischof Bruno von Langres des Amtes enthoben |
| 45  | 987      | 989 | Adso von Montier-en-Der                                       |

### 11. Jahrhundert
| Nr. | von  | bis  | Name |
| --- | ---- | ---- | --- |
| 46  | 989  | 1031 | Wilhelm von Volpiano |
| 47  | 1031 | 1052 | Halinard |
| 48  | 1052 | 1056 | Johannes von Fécamp |
| 49  | 1056 | 1077 | Adalbero |
| 50  | 1077 | 1113 | Jarenton – gebürtig aus der Grafschaft Vienne. Studierte unter Hugo von Cluny und war zuvor Prior der Abtei La Chaise-Dieu. Seine Ernennung zum Abt auf dem Konzil von Autun (1076) erfolgte auf Fürsprache von Herzog Hugo I. von Burgund. Gestorben am 10. Februar 1113. |

### 12. Jahrhundert
| Nr. | von  | bis  | Name              |
| --- | ---- | ---- | ----------------- |
| 51  | 1113 | 1116 | Ademar            |
| 52  | 1116 | 1122 | Henri             |
| 53  | 1122 | 1129 | Hugues-Béraud     |
| 54  | 1129 | 1142 | Peter von Genf    |
| 55  | 1142 | 1145 | Pierre de Beaune  |
| 56  | 1145 | 1175 | Philippe          |
| 57  | 1175 | 1175 | Jean              |
| 58  | 1175 | 1188 | Aymon             |
| 59  | 1188 | 1204 | Pierre de Grancey |

### 13. Jahrhundert
| Nr. | von  | bis  | Name                                                               |
| --- | ---- | ---- | ------------------------------------------------------------------ |
| 60  | 1204 | 1206 | Nivard de Sombernon-Fontaines – zuvor Abt des Klosters Saint-Seine |
| 61  | 1206 | 1207 | Gauthier                                                           |
| 62  | 1207 | 1211 | Adam                                                               |
| 63  | 1212 | 1224 | Gilbert                                                            |
| 64  | 1224 | 1225 | Calon                                                              |
| 65  | 1225 | 1229 | Pierre                                                             |
| 66  | 1229 | 1230 | Gui – kommissarisch; Abt des Klosters Saint-Jean in Réome          |
| 67  | 1230 | 1232 | Gilbert                                                            |
| 68  | 1233 | 1241 | Raymond                                                            |
| 69  | 1241 | 1253 | Étienne-Raymond                                                    |
| 70  | 1253 | 1262 | Pierre de Fossé                                                    |
| 71  | 1263 |      | Richard                                                            |
| 72  |      | 1269 | Aimon                                                              |
| 73  | 1269 | 1300 | Hugues d’Arc                                                       |

### 14. Jahrhundert
| Nr. | von  | bis  | Name |
| --- | ---- | ---- | --- |
| 74  | 1301 | 1304 | Giralde |
| 75  | 1304 | 1307 | Henri d’Arc                                                                                                  |
| 76  | 1307 | 1310 | Millon de Bissey                                                                                             |
| 77  | 1310 | 1310 | Jean |
| 78  | 1310 | 1341 | Othon de Énegret                                                                                             |
| 79  | 1341 | 1350 | Pierre de Ranzeville                                                                                         |
| 80  | 1350 | 1363 | Pierre Amiel de Sarcenas – am 18. Dezember 1378 von Gegenpapst Clemens VII. in Avignon zum Kardinal geweiht. |
| 81  | 1363 | 1371 | Jean de Cloies                                                                                               |
| 82  | 1371 | 1372 | Guillaume de Giac – Bruder von Pierre de Giac, Kanzler von Frankreich unter Karl VI.                         |
| 83  | 1372 | 1379 | Pierre de Corbeton                                                                                           |
| 84  | 1379 | 1417 | Alexandre de Montagu                                                                                         |

### 15. Jahrhundert
| Nr. | von  | bis  | Name |
| --- | ---- | ---- | --- |
| 85  | 1417 | 1421 | Jean de la Marche |
| 86  | 1421 | 1434 | Étienne de la Feuillée |
| 87  | 1434 | 1438 | Pierre Brenot |
| 88  | 1439 | 1468 | Hugues de Montconis |
| 89  | 1468 | 1474 | Humbert de Saubiez |
| 90  | 1474 | 1476 | Gauthier de Fallerans |
| 91  | 1476 | 1478 | Philibert Hugonet – seit 1473 Bischof von Macon sowie Kardinal unter Papst Sixtus IV. Verstorben am 12. August 1478 in Rom.                                                            |
| 92  | 1478 | 1487 | Louis de Dinteville – seit 1484 nicht mehr amtsfähig. |
| 92  | 1484 | 1487 | Geoffroi III. de Pompadour – führte das Amt stellvertretend für den amtsunfähigen Louis de Dinteville. 1465 bis 1469 Bischof von Angoulême, 1470 bis 1480 Bischof von Périgueux.       |
| 94  | 1488 | 1490 | Pierre de Foix – Sohn von Gaston IV., Graf von Foix und Königin Eleonore von Navarra. Bischof von Vannes, Bischof von Aire und Erzbischof von Palermo. Kardinal unter Papst Sixtus IV. |
| 95  | 1490 | 1507 | Claude de Charmes |

### 16. Jahrhundert
| Nr. | von  | bis  | Name                                                                                             |
| --- | ---- | ---- | ------------------------------------------------------------------------------------------------ |
| 96  | 1525 | 1541 | Federigo Fregoso – Bischof von Gubbio, Erzbischof von Salerno und Kardinal unter Papst Paul III. |

### Kommendataräbte
| von  | bis  | Name                                                             |
| ---- | ---- | ---------------------------------------------------------------- |
| 1613 | 1625 | Nicolas Jeannin                                                  |
| 1625 | 1658 | Nicolas Jeannin de Castille                                      |
| 1658 | 1662 | Jules Mazarin                                                    |
| 1662 | 1710 | Charles Maurice Le Tellier – 1671 bis 1710 Erzbischof von Reims. |
| 1710 | 1758 | Pierre Desmarets                                                 |
| 1758 | 1775 | Mathias Poncet de La Rivière                                     |